# Montrose (Iowa)
Montrose é uma cidade localizada no estado americano de Iowa, no Condado de Lee.

## Demografia
Segundo o censo americano de 2000, a sua população era de 957 habitantes.
Em 2006, foi estimada uma população de 941, um decréscimo de 16 (-1.7%).

## Geografia
De acordo com o United States Census Bureau tem uma área de
2,9 km², dos quais 2,9 km² cobertos por terra e 0,0 km² cobertos por água.

## Localidades na vizinhança
O diagrama seguinte representa as localidades num raio de 20 km ao redor de Montrose.